# Molhașul Mare de la Izbuc
Molhașul Mare de la Izbuc este o arie protejată de interes național ce corespunde categoriei a IV-a IUCN (rezervație naturală de tip botanic), situată în județul Cluj, pe teritoriul administrativ al comunei Beliș.

## Localizare
Aria naturală se află în extremitatea vestică a județului Cluj la limita teritorială cu județul Bihor (în Munții Apuseni la o altitudine medie de 1.200 m), lângă drumul comunal care leagă localitatea Pietroasa, Bihor de satul Doda-Pilii, Cluj.

## Descriere
Rezervația naturală (înființată în anul 1994) a fost declarată arie protejată prin Legea Nr.5 din 6 martie 2000, publicată în Monitorul Oficial al României, Nr.152 din 12 aprilie 2000 (privind aprobarea Planului de amenajare a teritoriului național - Secțiunea a III-a - zone protejate) și se întinde pe o suprafață de 8 hectare.
Aria naturală aflată pe partea dreaptă a Văii Izbucului, este inclusă în Parcul Natural Apuseni și reprezintă o zonă umedă de mlaștină cu ochiuri de apă, înconjurată de molidișuri. Pe aria rezervației vegetează exemplare de plante specifice turbăriilor, dintre care: roua cerului (Drosera rotundifolia), rogozuri cu specii de Carex acutiformis, Caricetum limosae, poroinic (Carex pauciflora), mușchi de turbă (Sphagnum capillifolium), iar din categoria molidișurilor, în zonele apropiate mlaștinilor, este întâlnit jneapănul (Pinus mugo).

## Obiective turistice
În vecinătatea rezervației naturale se află mai multe obiective de interes turistic (lăcașuri de cult, monumente istorice, zone naturale, astfel:
- Biserica de lemn din Beliș

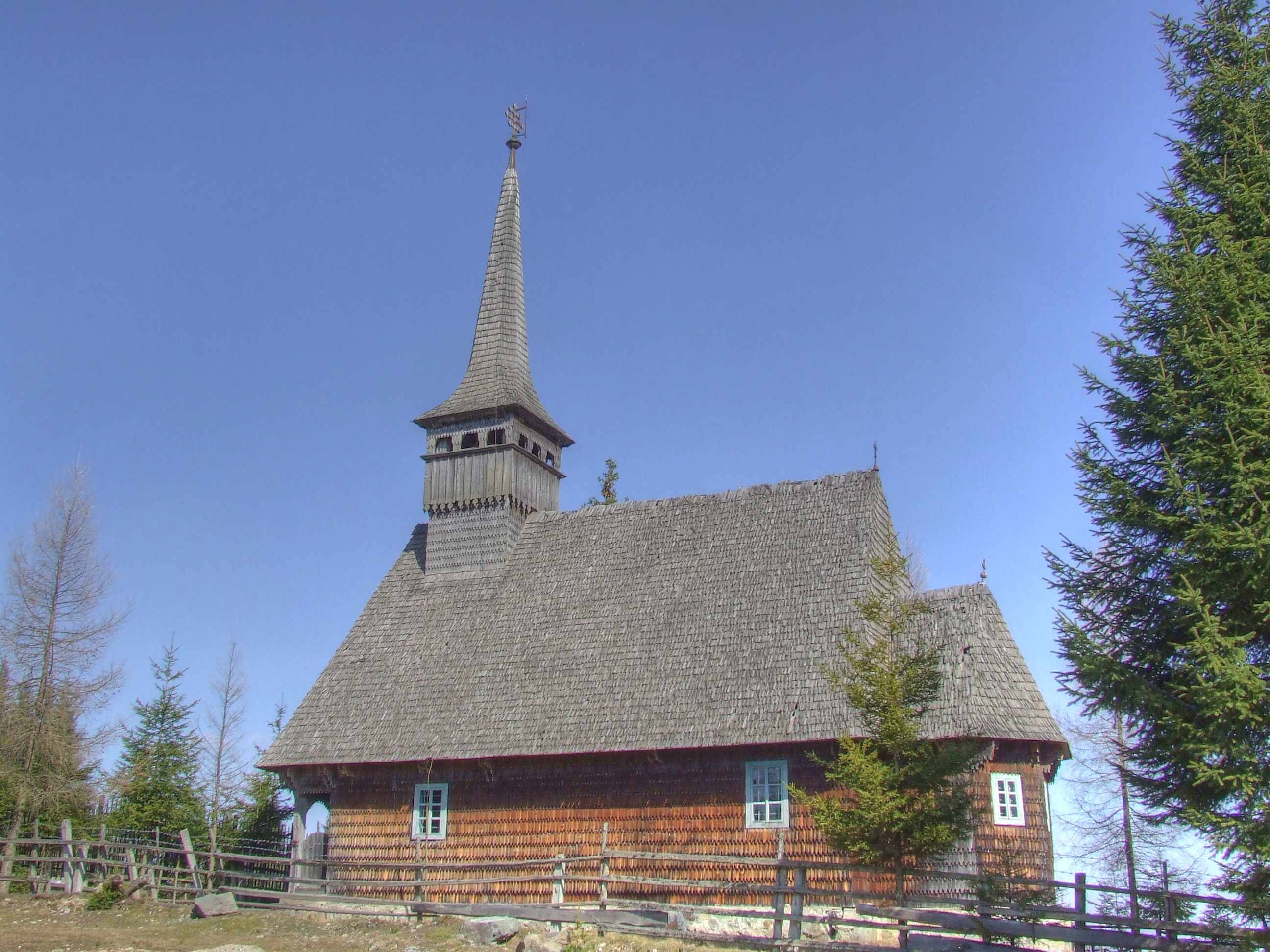
Biserica de lemn din Beliş

- Biserica de lemn din Dealu Negru (din anul 1764)
- Biserica de lemn din Văleni (Călățele) cu hramul  „Sfinții Arhangheli Mihail și Gavriil”
- Biserica fortificată de la Văleni (Călățele), construită în anul 1261 in stil roman, și reconstruită în anul 1452, în stil gotic (inițial a fost romano-catolică).
- Bradul lui Horea din pădurea Scorușet
- Lacul și stațiunea Beliș-Fântânele
- Parcul Natural Apuseni
- Rezervațiile naturale Valea Galbenei, Poiana Florilor, Cetățile Ponorului, Valea Iadei
- Peșteri: Peștera Ghețarul Scărișoara, Peștera Urșilor, Peștera Cetatea Rădesei